# زاده‌شده برای پرواز
زاده‌شده برای پرواز یا پادشاه آسمان (چینی: 长空之王) یک فیلم نظامی در سبک اکشن و درام محصول سال ۲۰۲۳ سینمای چین که در پس زمینه دهه‌های مدرن سازی نیروی هوایی ارتش آزادی‌بخش خلق  چین می‌پردازد. این فیلم به کارگردانی لیو شیائوشی و تهیه‌کنندگی هان هان با بازی وانگ ییبو، هو جون، یو شی و ژو دونگیو است. فیلم در ۲۸ آوریل ۲۰۲۳ در چین اکران شد و ۱۲۱ میلیون دلار در سراسر جهان فروش داشت.

## داستان
تیم عملیات ویژه به رهبری خلبانان برگزیده مأموریت دارند جت‌های جنگنده جدید را آزمایش کنند. آن‌ها با انجام پروازهای آزمایشی یکی پس از دیگری، ظرفیت خود و آسمان را محک می‌زنند.
- دو جنگنده آمریکایی لاکهید مارتین اف-۳۵ لایتنینگ ۲ وارد حریم هوایی چین شده و در نزدیکی ساحل ویرانی ایجاد می‌کنند. اف-۳۵ ها که با سرعت مافوق صوت پرواز می‌کنند، بوم های صوتی ایجاد می‌کنند که به یک پالایشگاه نفت آسیب می‌زند و قایق‌های ماهیگیری محلی را تحت تأثیر قرار می‌دهد. خلبان چینی لی یو با چنگدو جی-۱۰ خود F-35 ها را رهگیری می‌کند. لی یو محدودیت‌های مهارت خود را برای رقابت در برابر جنگنده‌های نسل پنج فشار می‌دهد. سپس هواپیمای مزاحم حریم هوایی را ترک می‌کند. جنگنده لی یو دچار مشکلاتی در موتور می‌شود که او را مجبور به ...

## گیشه
این فیلم در افتتاحیه آخر هفته خود در چین ۴۴ میلیون دلار به دست آورد که نزدیک به ۱۰ درصد (۴ میلیون دلار) از نمایش‌های آی‌مکس به دست آورد.